# Wesley Dreamer
Wesley Nelson Dreamer (* 3. November 2000 in Lincoln (Nebraska)) ist ein US-amerikanischer Basketballspieler.

## Werdegang
An der Northwest Missouri State University in seinem Heimatland erzielte Wesley Dreamer zwischen 2019 und 2024 insgesamt 1864 Punkte und traf 320 Dreipunktewürfe. Mit der Mannschaft gewann er 2021 und 2022 den Meistertitel in der zweiten NCAA-Division.
Dreamer wechselte in den Berufsbasketball und nahm in der Sommerpause 2024 ein Angebot des deutschen Zweitligisten Dresden Titans an. Mit 16,9 Punkten je Begegnung war er in der Saison 2024/25 der beste Korbschütze der Sachsen. Nach dem Ende der Saison in der 2. Bundesliga wechselte Dreamer Anfang Mai 2025 zum französischen Erstligisten Le Mans Sarthe Basket, wo er auf Trevor Hudgins traf, mit dem er bereits an der Northwest Missouri State University zusammengespielt hatte. Dreamer kam bis zum Ende der Saison 2024/25 auf fünf Einsätze für Le Mans und erzielte im Durchschnitt 5,6 Punkte je Begegnung.